# Jason Manford
Jason John Manford (født 26. maj 1981) er en engelsk komiker, tv-vært, skuespiller og sanger.
Manford var holdkaptajn på Channel 4 panelshowet 8 Out of 10 Cats fra 2007 til 2010 og han præsenterede adskillige tv-programmer på BBC og ITV inklusive Comedy Rocks (2010–2011), The One Show (2010), Show Me the Funny (2011), A Question of Sport: Super Saturday (2014), Bigheads (2017) og "Starstruck" (2022).
Manford har medvirket i flere musicals West End og i hele storbritannien som Sweeney Todd, The Producers, Chitty Chitty Bang Bang, Guys and Dolls og Curtains.

## Filmografi

### Tv
| År           | Titel                                                     | Rolle                    | Kanal                | Noter |
| ------------ | --------------------------------------------------------- | ------------------------ | -------------------- | --- |
| 2000         | The Best Manchester Comedy                                |                          |                      | |
| 2000         | BBC New Comedy Awards                                     |                          |                      | |
| 2002         | Gloves Off                                                |                          |                      | |
| 2002         | Interference                                              |                          |                      | |
| 2005         | Cutting It                                                | Comic                    | BBC One              | |
| 2005         | Gideon's Daughter                                         | Comic                    | BBC One              | |
| 2005         | Ideal                                                     | Jack                     | BBC Three            | |
| 2005–2006    | Richard & Judy                                            |                          | Channel 4            | |
| 2006         | 100 Greatest Funny Moments                                |                          |                      | |
| 2006         | Modern Worries                                            |                          |                      | |
| 2007         | Shuffle                                                   |                          |                      | |
| 2007         | Premier League All Stars Extra Time                       | Presenter                | Sky3                 | |
| 2007         | Shameless                                                 | Security guard           | Channel 4            | |
| 2007–2014    | Live at the Apollo                                        | Featured comic/presenter | BBC One              | 5 episodes                                                                                                  |
| 2007–2010    | 8 Out of 10 Cats                                          | Team captain             | Channel 4            | 6 series |
| 2008         | Tonightly                                                 | Presenter                | Channel 4            | 1 series |
| 2009         | As Seen on TV                                             | Team captain             | BBC One              | 1 series |
| 2009–2010    | Walk on the Wild Side                                     | Various characters       | BBC One              | |
| 2010–2011    | Comedy Rocks with Jason Manford                           | Presenter                | ITV                  | 1 series |
| 2010         | The One Show                                              | Co-presenter             | BBC One              | With Alex Jones                                                                                             |
| 2010–2011    | Odd One In                                                | Team captain             | ITV                  | 2 series |
| 2010–2011    | The Comedy Annual                                         | Featured comic           | ITV                  | 2 episodes                                                                                                  |
| 2011         | Born to Shine                                             | Contestant               | ITV                  | Series winner                                                                                               |
| 2011         | Show Me the Funny                                         | Presenter                | ITV                  | 1 series |
| 2012–2014    | A Funny Old Year                                          | Presenter                | ITV                  | |
| 2012–        | QI                                                        | Regular panellist        | BBC Two              | |
| 2014         | Tommy Cooper: Not Like That, Like This                    | Ken Brooke               | ITV                  | One-off TV film                                                                                             |
| 2014         | A Question of Sport: Super Saturday                       | Presenter                | BBC One              | 1 series |
| 2014, 2015   | Sunday Night at the Palladium                             | Presenter                | ITV                  | 2 episodes                                                                                                  |
| 2015         | Ordinary Lies                                             | Marty                    | BBC One              | 1 series |
| 2015         | Money Pit                                                 | Presenter                | Dave                 | |
| 2015         | It's a Funny Old Week                                     | Presenter                | ITV                  | 1 series |
| 2017         | The Nightly Show                                          | Guest presenter          | ITV                  | 5 episodes                                                                                                  |
| 2017         | The Biggest Night in British Theatre – The Olivier Awards | Presenter                | ITV                  | |
| 2017         | Bigheads                                                  | Presenter                | ITV                  | 1 series |
| 2017         | Benidorm                                                  | Andre                    | ITV                  | 1 episode                                                                                                   |
| 2017–present | Daisy & Ollie                                             | Daisy's Daddy            | Cartoonito Channel 5 | Voice role 104 episodes (4 series)                                                                          |
| 2017         | Twirlywoos                                                | Tennis player            | CBeebies             | 1 episode                                                                                                   |
| 2018         | What Would Your Kid Do?                                   | Presenter                | ITV                  | 2 series (12 episodes)                                                                                      |
| 2019         | Scarborough                                               | Mike                     | BBC One              | 1 series |
| 2020         | First & Last                                              | Presenter                | BBC One              | 1 series (6 episodes)                                                                                       |
| 2020 & 2022  | The Masked Singer                                         | Hedgehog (contestant)    | ITV                  | 1 series (6 episodes). 2020: As Hedgehog, and came second. 2022: Guest performance, as Hedgehog, with Panda |
| 2021         | Unbeatable                                                | Host                     | BBC One              | Quiz show (50 episodes)                                                                                     |
| 2021         | Murder, They Hope                                         | Freddie                  | Gold                 | Episode 3: "Dales of the Unexpected"                                                                        |
| 2021         | Death in Paradise                                         | Craig Mackenzie          | BBC One              | Series 10 Episode 3                                                                                         |
| 2021         | The Wheel                                                 | Himself/celebrity expert | BBC One              | Christmas special                                                                                           |
| 2021         | 8 Out of 10 Cats Does Countdown: Christmas Special 2021   | Himself/contestant       | Channel 4            | Christmas special                                                                                           |
| 2022         | Big Night of Musicals by the National Lottery             | Himself/presenter        | BBC One              | TV special                                                                                                  |
| 2022         | Starstruck                                                | Judge                    | ITV                  | 1 series |
| 2022         | The Olivier Awards 2022                                   | Host                     | ITV                  | [ 6 ] |
| 2022         | The National Lottery's Big Jubilee Street Party           | Co-host                  | ITV                  | With Fleur East                                                                                             |

### Musical
| År   | Titel                                          | Rolle            | Scene                                             |
| ---- | ---------------------------------------------- | ---------------- | ------------------------------------------------- |
| 2012 | Sweeney Todd: The Demon Barber of Fleet Street | Adolfo Pirelli   | Adelphi Theatre, London                           |
| 2015 | The Producers                                  | Leo Bloom        | UK and Ireland tour                               |
| 2016 | Chitty Chitty Bang Bang                        | Caractacus Potts | UK and Ireland tour                               |
| 2018 | Guys and Dolls                                 | Nathan Detroit   | Royal Albert Hall, London                         |
| 2019 | Curtains                                       | Frank Cioffi     | UK and Ireland tour and Wyndham's Theatre, London |

### Stand-up DVD'er
- Live at the Manchester Apollo (16. november 2009)
- Live 2011 (14 November 2011)
- First World Problems (10 November 2014)[8]